# جايسون هاريس
جايسون هاريس (بالإنجليزية: Jason Harris)‏ (26 ديسمبر 1969 في المملكة المتحدة - ) هو لاعب كرة قدم بريطاني في مركز الوسط. لعب مع نادي بيرنلي.